# Médaille du jubilé du 100e anniversaire de la république démocratique d'Azerbaïdjan (1918-2018)
La médaille du jubilé 100e anniversaire de la république démocratique d'Azerbaïdjan (1918-2018) (en azéri:Azərbaycan Xalq Cümhuriyyətinin 100 illiyi (1918–2018) yubiley medalı) est une récompense d'État de la république d'Azerbaïdjan. 

## Institution
Le statut de la médaille du jubilé "100e anniversaire de la république démocratique d'Azerbaïdjan (1918-2018)" est approuvé par le décret du président de la république d'Azerbaïdjan du 1er mai 2018.

## Motifs d'attribution
La médaille "100 ans de la république démocratique d'Azerbaïdjan (1918-2018)" est décernée aux successeurs des dirigeants de la république démocratique d'Azerbaïdjan, ainsi qu'aux personnes qui ont fait des mérites particuliers dans l'étude et la propagande de la république démocratique d'Azerbaïdjan , dans la préservation et le développement de l'indépendance de l'État de l'Azerbaïdjan, ainsi que dans la vie publique et politique du pays .

## Le port de la médaille
Les personnes visées à l'article 1 du règlement sont désignées par l'autorité exécutive compétente.
La médaille du jubilé 100e anniversaire de la république démocratique d'Azerbaïdjan (1918-2018)" de la république d'Azerbaïdjan est portée sur le côté gauche de la poitrine après d'autres ordres et médailles de la république d'Azerbaïdjan. 